# Medvedevo
Medvedevo (in russo Медведево?) è un insediamento di tipo urbano, centro amministrativo del distretto Medvedevskij della Repubblica dei Mari, in Russia. Fondata nel XVII secolo, ha ottenuto lo status di insediamento di tipo urbano nel 1973. Nel 2023 contava 21 799 abitanti. Adiacente alla capitale della repubblica, Joškar-Ola, da cui dista solo 5 km, è il terzo insediamento più popoloso di Mari El.